# The King of Fighters
The King of Fighters (ザ・キング・オブ・ファイターズ Za Kingu Obu Faitāzu?), abreviada KOF, y traducida como El rey de los luchadores, es una saga de videojuegos de lucha desarrollada por SNK y lanzada inicialmente para el sistema Neo Geo.

## Visión general de la serie
El nombre The King of Fighters se originó en Fatal Fury y también fue usado anteriormente en Fatal Fury 2 y Art of Fighting 2.
El primer juego de la serie fue The King of Fighters '94, fue diseñado para ser un combate de ensueño de personajes de varios títulos previos de la compañía, particularmente Fatal Fury, Art of Fighting, Ikari Warriors y Psycho Soldier. El éxito del juego llevó a SNK a lanzar ediciones anuales del juego y nombrarlos según el año en el que salían.
En 2004 SNK abandonó los lanzamientos anuales del juego y empezó a numerarlos de una manera más tradicional; el primer juego en ser lanzado de esta manera fue The King of Fighters XI. Ese mismo año, SNK produjo el primer juego en 3D de la serie, The King of Fighters: Maximum Impact. El productor de la serie Maximum Impact, Falcoon, estableció que estos juegos pertenecen a una realidad diferente que los juegos de la serie original, aunque en Norteamérica el segundo Maximum Impact fue renombrado como The King of Fighters 2006.
Los juegos de esta serie tienen diferentes villanos como jefes finales. El primero fue Rugal Bernstein, quien sumergía a aquellos que había derrotado en metal líquido para convertirlos en trofeos. Orochi fue introducido como el dios de la naturaleza, que busca venganza contra los humanos en The King of Fighters '97. En The King of Fighters '99 NESTS, liderada por Igniz, es introducida como una organización misteriosa que intenta dominar el mundo. Otros villanos de la serie incluyen a Jivatma (KOF Maximun Impact), Shinobu Amou (The King of Fighters EX y The King of Fighters EX2), Ash Crimson y Saiki.
The King of Fighters XV, el juego más reciente de la serie, fue lanzado el 17 de febrero de 2022.

### Prólogo

#### The King of Fighters '94
El primer título de la saga y también el primer Dream Match, puesto que reúne a todos los personajes más famosos de los juegos de SNK de aquel entonces además de personajes originales. Los jugadores seleccionan equipos de tres luchadores previamente formados que representan a diferentes países.
La historia narra como Rugal Bernstein, un traficante de drogas y armas, ha invitado a luchadores de todo el mundo a un torneo de artes marciales, llamado The King of Fighters, tomando la idea de Geese Howard.
The King of Fighters '94 fue relanzado en 2004 en Japón para Xbox y PlayStation 2, con el título The King of Fighters '94: Re-Bout.

### Saga de Orochi

#### The King of Fighters '95
En este juego es posible editar los equipos de luchadores por primera vez. Se presenta un nuevo equipo, el Rival Team, formado por Iori Yagami, Eiji Kisaragi y Billy Kane, rivales de Kyo Kusanagi, Ryo Sakazaki y Terry Bogard, respectivamente. Después de la derrota de Rugal en The king of Fighters '94, una nueva invitación es enviada para los equipos que participaron en el torneo pasado.
El juego fue lanzado para Neo-Geo CD en 1995, PlayStation y Sega Saturn en 1996, Gameboy en 1997 y como parte de una recopilación para PlayStation 2 de la Saga Orochi en el 2006.
Algunos escenarios están basados en lugares reales, como es el caso de uno situado frente a NeoGeo Land en Japón, lugar donde SNK hacía pruebas beta de sus nuevos juegos y que también aparece en Fatal Fury: The Motion Picture.

#### The King of Fighters '96
Este juego presentó gráficos y sonido mejorados con respecto a las versiones anteriores además de mostrar un contador de combo.
En esta edición hubo cambios importantes en los equipos, Heidern es reemplazado por Leona Heidern, Takuma es reemplazado por Yuri Sakazaki y Kasumi Todoh la reemplaza en el New Women Fighters Team, Eiji Kisaragi y Billy Kane son sustituidos por Mature y Vice. Se incluye un nuevo equipo, el Boss Team, formado por los jefes finales de los juegos de SNK precursores de The King of Fighters: Geese Howard (Fatal Fury), Wolfgang Krauser (Fatal Fury Real Bout) y Mr. Big (Art Of Fighting). El jefe final es Leopold Goenitz, el primero de los cuatro heraldos de Orochi, quien usa a Rugal para celebrar el torneo.
The King Of Fighters '96 fue lanzado para Game Boy.

#### The King of Fighters '97
Es el juego final del arco argumental de Orochi. Concluye con el sellado de Orochi en otra dimensión, por parte de Kyo, Iori y Chizuru Kagura, los representantes de los tres clanes quienes lo encerraron en el pasado (Kusanagi, Yasakani y Yata).
Este juego se caracteriza por tener dos peleas semifinales, una contra Iori o Leona en su estado de «disturbio de la sangre» y otra contra el New Faces Team en el mismo estado, antes del enfrentamiento final con Orochi, quien ha poseído el cuerpo de Chris.

#### King of Fighters: Kyo
Una novela visual lanzada exclusivamente en Japón para Playstation que cuenta la saga de Orochi.

#### The King of Fighters '98
Con el subtítulo Dream Match Never Ends en Japón y The Slugfest en América. Fue anunciado por SNK como una «edición especial» de la serie, que contaría con la mayoría de los personajes de los juegos anteriores.
The King of Fighters '98 fue lanzado para Neo Geo CD y PlayStation, así como para Dreamcast con el título The King of Fighters: Dream Match 1999, con muchos de los escenarios re-hechos en 3D. Una década más tarde se lanzó un remake para PlayStation 2 llamado The King of Fighters '98: Ultimate Match, el cual expande el número de personajes.
The King of Fighters '98 es considerado por muchas publicaciones como el mejor juego de la serie por sus gráficos y accesible jugabilidad.[cita requerida]

### Saga de NESTS

#### The King Of Fighters '99: Millenium Battle
En esta entrega se cambia la jugabilidad a 4 Vs. 4, en donde el cuarto miembro del equipo puede elegirse como «Striker» para realizar un movimiento especial pulsando una combinación de botones.
El nuevo protagonista es K', un muchacho normal con quien la organización NESTS hizo experimentos de traslocación de genes para darle los poderes de Kyo Kusanagi. El jefe de esta versión es Krizalid, quien supuestamente es el hombre de quien K' es clon. Además de K' y Krizalid, otros personajes debutantes en la serie son son Bao, Maxima, Jhun Hoon, Li Xiang Fei y Whip; y aparecen dos clones de Kyo, Kyo-1, con los movimientos de The King of Fighters '94, y Kyo-2, con los movimiento de The King of Fighters '96.

#### The King of Fighters 2000
En este juego el miembro asignado como Striker puede ser reemplazado por un personaje distinto, que puede ser uno que haya participado en otros juegos de la serie, otros juegos de SNK o o uno secreto.
K' y Maxima se unen a los personajes nuevos Vanessa y Ramon para ganar el torneo. Paralelamente, NESTS construye el «Cañón Zero» para destruir la ciudad de SouthTown. A diferencia de otros juegos de la serie, la semifinal donde Kula es la rival, se da un par de rondas antes de la final contra Zero, el jefe del juego.
En este juego también debutan Kula Diamond, Seth, Lin y Hinako Shijou.

#### The King of Fighters 2001
Es el juego final de la saga de NESTS y uno de los de mayor número de peleadores con cuarenta y dos. Es también el último de la serie con batallas 4 Vs. 4, donde posible elegir la cantidad de personajes activos y Strikers libremente, pudiendo elegir de ninguno a cuatro Strikers.
Los personajes que debutan en la serie son Lin, K9999, Foxy, Angel y May Lee. La semifinal es contra Zero Original y el jefe final es Igniz, el líder de NESTS.

### Saga de Ash

#### The King of Fighters 2003
Este juego usa un sistema de combate 3 Vs. 3 con relevos, similar al usado por Capcom en sus juegos crossover con Marvel Comics. Fue lanzado para Playstation 2 y Xbox.
En este juego se presenta el New Hero Team, formado por Ash Crimson, un joven misterioso que puede controlar flamas verdes, Duo Lon y Shen Woo. Los organizadores del torneo son los hijos de Rugal, Adelheid y Rose Bernstein, en conjunto con Chizuru, que también son subjefes del juego. El tercer subjefe es Kusanagi, un clon de Kyo Kusanagi que sobrevivió al exterminio de NESTS y el jefe final es Mukai, que intenta despertar nuevamente a Orochi.
Otros nuevos personajes en la serie son Tizoc y Gato Futaba, de Garou: Mark of the Wolves, y Malin, un personaje completamente nuevo.

#### The King of Fighters XI
Es el primer juego de la serie que no salió al año siguiente que el juego anterior. A partir de este, los juegos son nombrados de acuerdo a su orden de salida, The King of Fighters XI obtiene su nombre por ser el undécimo juego en la serie. Fue desarrollado para la placa arcade Atomiswave de la compañía Sammy y fue el último en usar los sprites creados para el sistema Neo-Geo.
The King of Fighters XI fue objeto de varias críticas por la desorganización de los equipos tradicionales y la ausencia de personajes icónicos de la saga, como Mai Shiranui, Robert Garcia, Chang Koe Han y Leona Heidern.[cita requerida] Mai y Robert, entre otros personajes, fueron incluidos en la versión para Playstation 2.
Este juego contó con la mayor cantidad de subjefes hasta el momento, Adelheid Bernstein, Gai Tendo, Silber (originario de Buriki One), Sho Hayate, Jazu (originario de Savage Reign-Kizuna Encounter) y Shion. El jefe final es Magaki, otro de los nuevos heraldos que buscan el despertar de Orochi.

#### The King of Fighters XIII
Lanzado para arcade el 14 de julio de 2010 y en 2011 para PlayStation 3 y X-Box 360. Destacó por reemplazar los antiguos sprites característicos del motor Neo-Geo por un renderizado en HD para la placa Taito Type X2, probado con éxito en The King of Fighters XII. Tiempo después fue lanzada una expansión del juego llamada KOF XIII Climax, en donde se incluían a los personajes Billy Kane, Normal Saiki, Iori clásico (con flamas), Kyo EX (con la jugabilidad y traje de la Saga de NESTS) y Mr. Karate original (Takuma).
La historia se centra en el clímax de la saga de Ash, en donde los nuevos heraldos de Orochi buscan la energía final para devolverlo al mundo. Muchos de los personajes icónicos de la saga regresan, y con ellos, los equipos tradicionales. Los personajes que debutan en este juego son Hwa Jai y Saiki, subjefe del juego.
La mecánica del juego regresa a combate por equipos de tres luchadores, con una semifinal contra Saiki y Dark Ash como jefe final.

### Cronología espaciotemporal

#### The King of Fighters XIV
Lanzado para PlayStation 4 en agosto de 2016, unos meses después para Taito Type X3 y en junio de 2017 para PC. Este juego cuenta con cincuenta y cuatro personajes y vuelve a ser 3D con jugabilidad 2.5D. Regresan las barras utilizadas en The King of Fighhters 2002 Unlimited Match, lo cual eliminó la barra de Hyper Drive debido a limitaciones de memoria.
El juego ocurre tiempo después del disturbio espacio-temporal provocado por Ash Crimson, cuando los derechos del torneo son comprados por Antonov, un multimillonario ruso. Una anomalía provoca la llegada de peleadores de otros espacios temporales.
Los personajes que debutan en la serie en este juego son Tung Fu Rue, Shun Ei, Meitekun, Nelson, Bandeiras Hattori, Nakoruru, Mui Mui (originaria de Dragon Gal), Love Heart (de Sky Love), Antonov, Sylvie Paula Paula, Mian, Kukri, Xanadu, Gang II, Luong, Alice, Hein y King of Dinosaurs (Tizoc, de Garou: Mark of the Wolves) y Najd.

#### The King of Fighters XV
Fue lanzado el 17 de febrero de 2022 para PlayStation 4, PlayStation 5, Xbox Series X/S y Microsoft Windows.
En jugabilidad y gráficos es similar a su antecesor. Narra lo ocurrido después de que la derrota de Verse causó un disturbio espacio-temporal que provocó la reaparición de gente supuestamente muerta o borrada de la existencia. 
Los personajes que debutan en esta saga son Isla, Dolores, Haohmaru y Darli Dagger. Los jefes son Re-Verse y Otoma=Raga.

### Combates de ensueño
Estos constituyen ediciones separadas de la línea argumental en la que la que participan casi todos los personajes de la saga. No obstante, muchos fanes pueden llamar a esas dos partes excluyentes como la «Saga de Omega Rugal», luego de lo ocurrido con él en el torneo de KOF '95.[cita requerida]
- The King of Fighters '98: Dream Match Never Ends / The Slugfest. Participan todos los personajes equipos y personajes estables desde The King of Fighters '94 a The King of Fighters '97. Tuvo un remake para PlayStation 2 llamado The King of Fighters '98: Ultimate Match.
- The King of Fighters 2002. Incluye a personajes de The King of Fighters '99 a The King of Fighters 2001. Esta edición tuvo un remake para PlayStation 2 y en Windows llamado The King of Fighters 2002: Unlimited Match.
- The King of Fighters Neowave. Es un remake del KOF 2002 desarrollada para probar la placa Atomiswave de Sammy y después fue lanzado para PlayStation 2 y Xbox.
- The King of Fighters XII. Fue una edición mal recibida por los fanes debido a ausencia de personajes icónicos de entregas anteriores.[cita requerida] Fue el primer juego de la serie en crearse con el motor TAITO Type X2.
- SNK Heroines: Tag Team Frenzy. Este juego tiene un plantilla formada únicamente por personajes femeninos con excepción de Kukri, el jefe final. Se puede elegir un personaje principal y un soporte. Además de personajes de The King of Fighters, aparecen Jeanne d'Arc (de World Heroes), Thief Arthur (de Million Arthur) y Skullomania (de la compañía Arika).

### Versiones portátiles
Se lanzaron una serie de sagas para diferentes consolas portátiles aunque algunas de ellas no fueron muy populares y hasta pasaron desapercibidas por los fanáticos.[cita requerida]
- The King of Fighters R1. Juego lanzado para la consola portátil NeoGeo Pocket. Al igual que The King of Fighters '97, la historia se centra en el capítulo final de la saga de Orochi, pero no contó con todos los personajes de este juego y sólo se disponía de dos botones para realizar ataques normales, en lugar de los cuatro tradicionales.
- The King of Fighters R2. Es una versión portátil de The King of Fighters '98 para NeoGeo Poket Color. A diferencia de The King of Fighters R1, cuenta con gráficos a color, con una paleta de dos colores por personaje.
- King of Fighters: Battle of Paradise. Juego de aventura para NeoGeo Pocket, exclusivo de Japón.
- The King of Fighters EX Neo Blood. Juego para Game Boy Advance, basado en The King of Fighters 2000, con combates 4 Vs. 4, con tres personajes principales y un Striker. Moe Habana, un personaje exclusivo de esta serie, aparece por primera vez en este juego.
- The King of Fighters EX 2 Howling Blood. Juego para Game boy Advance, con mejoras en música, gráficos y fluidez. Los combates son 3 Vs. 3, con Strikers son alternados por orden del usuario, el último personaje deja de ser striker si los otros dos son eliminados.
- The King of Fighters - i. Juego para iOS, lanzado en octubre de 2011, muy similar al The King of Fighters XIII.
- The King of Fighters i-2012. Juego para iOS, lanzado en abril de 2012.
- The King of Fighters - Android y The King of Fighters-A 2012 (Android). Son versiones son para Android, similares a las versiones para iOS.

### SerieMaximum Impact
Esta serie es la primera de The King of Fighters en 3D, presenta una historia paralela a la serie principal, situada después de la trilogía de NESTS. El protagonista es Alba Meira, que junto a su hermano Soiree protegen SouthTown de los misteriosos carteles que azotan esa ciudad.
- The King of Fighters: Maximum Impact. En este juego debutan Meira, Lien, Duke, Mignon Beart, Chae Lim y Rock Howard (de Garou: Mark of the Wolves).
- KOF: Maximum Impact 2. Conocido como The King of Fighters 2006 fuera de Japón. Se introduce a los personajes Luise Meyrink, Nagase, Ninon Beart, Lily Kane, Hyena, Nightmare Geese Howard (de Fatal Fury), Richard Meyer (de Fatal Fury), Fio Germi (de Metal Slug) y Jivatma, el jefe final. La versión Japonesa tiene disponible Network Match.
- The King of Fighters: Maximum Impact Regulation A. Es una expansión exclusiva de Japón de Maximum Impact 2 que pule su jugabilidad. Se añade como personajes nuevos a Xiao Lon y Makoto Mizoguchi (de Fighters History).

## Otros medios

### Animación

#### The King Of Fighters: Another Day
Una OVA compuesta por cuatro episodios de cinco minutos de duración cada uno. Cronológicamente esta se sitúa después de The King of Fighters XI y antes de King of Fighters Maximum Impact 2 y The King of Fighters XIII. Aparecen Alba Meira, Kyo Kusanagi, Iori Yagami, Mai Shiranui, Athena Asamiya, Terry Bogard, Rock Howard, Billy Kane, Clark, Leona Heidern, Soiree Meira, Ralf y Ash Crimson.

### Cine

#### The King of Fighters
Gordon Chan dirigió una adaptación al cine basada en el primer juego de la serie, estrenada en 2009. La película fue fuertemente criticada.[cita requerida] Cuenta con las actuaciones de Sean Faris, Maggie Q, Ray Park, Will Yun Lee, Bernice Liu, Monique Ganderton, Françoise Yip, Hiro Kanagawa y David Leitch.